# Květen 2009
1. května
 Švédsko se stalo sedmou zemí světa, která legalizovala stejnopohlavní manželství. Švédští gayové a lesby tak získali mj. rovná práva při adopci dětí. Stávající registrovaná partnerství mohou být konvertována v manželství na základě přání obou partnerů před civilním úřadem.
2. května
   Pod sněhovou lavinou na hoře Schalfkogel v Ötztalských Alpách v rakouském státě Tyrolsko zahynulo šest horolezců, z toho pět Čechů a jeden Slovák. Záchranáři nalezli jejich těla až o den později kvůli špatnému počasí.
 Gruzínské ministerstvo vnitra oznámilo, že byl odhalen a potlačen pokus o údajný státní převrat v zemi.
6. května
 Senát Parlamentu České republiky schválil Lisabonskou smlouvu, která reformuje fungování Evropské unie, když ji podpořilo 54 ze 79 hlasujících senátorů.
7. května
 Na summitu EU v Praze bylo uzavřeno tzv. Východní partnerství — projekt spolupráce Unie se šesti postsovětskými státy (Bělorusko, Ukrajina, Moldavsko, Gruzie, Arménie, Ázerbájdžán).
8. května
 Prezident Václav Klaus jmenoval nový kabinet designovaného premiéra Jana Fischera, který v čele země vystřídá vládu v demisi Mirka Topolánka.
 Papež Benedikt XVI. zahájil osmidenní návštěvu Blízkého východu.
9. května
 V Praze zemřel spoluzakladatel OF a první polistopadový rektor VŠE Věnek Šilhán.
 V Ženevě na konferenci Programu OSN pro životní prostředí byla rozšířena černá listina Stockholmské úmluvy o 9 nebezpečných chemikálií (PFOS, lindan, bromované difenylethery atd.).
 V Pretorii složil prezidentskou přísahu do rukou předsedy Ústavního soudu nově zvolený prezident Jihoafrické republiky Jacob Zuma.
11. května
 Na misi STS-125 k Hubbleovu vesmírnému dalekohledu odstartoval ve 20:01 SEČ raketoplán Atlantis, který díky astronautu Andrew Feustelovi na palubě nese českou vlajku a výtisk Písní kosmických Jana Nerudy.
13. května
 Evropská komise vyměřila firmě Intel rekordní pokutu 1,06 miliardy eur za poskytování slev odběratelům pod podmínkou omezení použití čipů konkurence, čímž byla narušena pravidla pro hospodářskou soutěž.
   Papež Benedikt XVI. během své návštěvy Blízkého Východu podpořil samostatný palestinský stát a kritizoval izraelskou bezpečnostní zeď. Současně vyzval obě strany konfliktu k dialogu a ukončení násilí a terorismu.
14. května
 Cenu Milady Paulové za celoživotní přínos české vědě v oblasti udržitelného rozvoje a ekologie získala emeritní profesorka Univerzity Palackého v Olomouci Milena Rychnovská.
17. května
 Ve věku 88 let zemřel v Montevideu uruguayský spisovatel Mario Benedetti.
 Novou litevskou prezidentkou byla již v prvním kole zvolena eurokomisařka pro rozpočet Dalia Grybauskaitéová, když získala přes 69 % hlasů, při volební účasti téměř 52 % oprávněných voličů.
19. května
 Prezident Srí Lanky Mahinda Radžapakse oficiálně oznámil konec války s teroristickou organizací Tygři osvobození tamilského Ílamu (LTTE), která trvala téměř třicet let. Srílanská armáda v uplynulých týdnech dobyla poslední území ovládaná LTTE a zabila jejich nejvyššího vůdce Vélupilláího Prabhákarana. LTTE bojovala za nezávislost severní a východní části ostrova, obývané tamilskou menšinou.
20. května
 Zemřel Václav Vaško, katolický disident, dlouholetý vězeň komunistických žalářů a autor série knih o pronásledování katolické církve komunistickým režimem.
21. května
 V Chabarovsku na ruském Dálném Východě začal každoroční summit Evropské unie a Ruska, který se má pokusit o urovnání vzájemných vztahů, zhoršených mj. energetickou krizí na počátku roku a ruskou obavou z evropského projektu Východního partnerství.
22. května
 Na Filmovém festivalu v Cannes zvítězil v sekci Cinéfondation český film Bába režisérky Zuzany Špidlové.
Podle Financial Times poklesne letos spotřeba elektřiny oproti minulému roku o 3,5 %. Je to první pokles spotřeby elektřiny od roku 1945. Podle odborníků to jen dokazuje, jak hlubokou recesí světová ekonomika prochází.
 Hlavní zoolog ZOO Bojnice Peter Lupták v Památníku Emila Holuba v Holicích zjistil, že vycpaný lev Princ pravděpodobně není lev pustinný, ale již sto let vyhubený lev kapský, který se na světě vyskytuje jen v šesti vypreparovaných exemplářích.
23. května
 Horst Köhler byl znovuzvolen německým prezidentem, když v prvním kole volby získal absolutní většinu (613) hlasů členů volebního Spolkového shromáždění.
 Bývalý jihokorejský prezident Ro Mu-hjon spáchal sebevraždu skokem do rokle. V dopise na rozloučenou tento čin vysvětlil zdravotními důvody. Spekuluje se však o tom, že jeho sebevražda souvisela s tím, že byl vyšetřován kvůli korupci.
25. května
 Severní Korea provedla test raket krátkého doletu a v pořadí již druhou jadernou zkoušku. Vydala tiskové prohlášení, ve kterém obě jaderné zkoušky potvrdila. Svět je zděšen a okolní země žádají rychlé svolání Rady bezpečnosti OSN.
 V České republice byl potvrzen první případ tzv. prasečí chřipky. Jednalo se o muže z Prahy, který přiletěl z New Yorku.
27. května
 Severní Korea odstoupila od příměří s Jižní Koreou uzavřenou po korejské válce v roce 1953. Učinila tak v reakci na záměr Jižní Koreje kontrolovat severokorejská plavidla, zda nepřevážejí zbraně hromadného ničení.
 Při předvolebním mítinku ČSSD v Praze u Anděla bylo vedení strany zasaženo mnoha vejci hozenými svými odpůrci. Ti se zorganizovali v předešlých dnech za pomoci komunitní služby Facebook.
29. května
 Německá vláda se dohodla na převzetí automobilky Opel s konzorciem kanadsko-rakouského výrobce autodílů Magna International, ruské banky Sberbank a ruského výrobce nákladních aut GAZ. Opel tak získal ochranu před bankrotem mateřské firmy General Motors.
30. května
 Na Floridě zemřel ve věku 76 let na zápal plic a selhání srdce český zpěvák Waldemar Matuška.
 Na vsetínském sjezdu KDU-ČSL byl předsedou strany ve druhém kole zvolen poslanec JUDr. Cyril Svoboda. Dosavadní předseda Jiří Čunek vypadl už v prvním kole volby.
 Ve věku 68 let zemřel na rakovinu český divadelní a filmový herec Václav Mareš.
31. května
 Zemřela Millvina Dean, poslední žijící trosečník z Titanicu.